# Kohei Tokita
Kohei Tokita (Toquio, 16 de março de 1986) é um ex-futebolista profissional japônes, meia direito. O jogador encerrou suas atividades no esporte no ano de 2019.